# El cielo no entiende
«El cielo no entiende» es una canción del dúo musical español OBK, incluida en su álbum de estudio Antropop.

## Descripción
Entendida por sus autores como una expresión de libertad, tolerancia y respeto hacia los demás, el tema relata las dificultades de una relación sentimental entre personas del mismo sexo.
La canción se tomó como banda sonora de la emisión en televisión de la Vuelta ciclista a España 2000.
La canción fue número 1 de Los 40 Principales la semana del 9 de septiembre de 2000.[cita requerida]
Cuenta con una versión tecno remezclada de 4:40 minutos y otra de 8:15, ambas incluidas en el álbum Extrapop (2001).
Fue versionada por la presentadora de televisión Verónica Mengod en el programa Telepasión española emitido el 24 de diciembre de 2000 y por el humorista Raúl Pérez en el espacio Tu cara me suena en 2018.